# أورجي أوكونكو
أورجي أوكونكو (بالإنجليزية: Orji Okwonkwo)‏ (19 يناير 1998 ببنين في نيجيريا - ) هو لاعب كرة قدم نيجيري في مركز الهجوم.

## وصلات خارجية
- أورجي أوكونكو على موقع الاتحاد الدولي (مؤرشف)  (الإنجليزية)
- أورجي أوكونكو على موقع الدوري الأمريكي (الإنجليزية)
- أورجي أوكونكو على موقع إي إس بي إن إف سي (الإنجليزية)
- أورجي أوكونكو على موقع قاعدة بيانات كرة القدم.إي يو (الإنجليزية)
- أورجي أوكونكو على موقع Soccerbase.com (لاعب) (الإنجليزية)
- أورجي أوكونكو على موقع Soccerway.com (الإنجليزية)